# Enzersfeld im Weinviertel
Enzersfeld im Weinviertel ist eine Marktgemeinde mit 1867 Einwohnern (Stand 1. Jänner 2025) im Bezirk Korneuburg in Niederösterreich.

## Geografie

Enzersfeld und Königsbrunn am Ostabhang des Bisamberg-Zuges, um 1873 (Aufnahmeblatt der Landesaufnahme)

Enzersfeld liegt im Weinviertel in Niederösterreich östlich von Korneuburg. Die Fläche der Gemeinde umfasst 9,84 km². 4 % der Fläche sind bewaldet.

### Gemeindegliederung
Das Gemeindegebiet umfasst folgende zwei Ortschaften (in Klammern Einwohnerzahl Stand 1. Jänner 2025):
- Enzersfeld im Weinviertel (1116)
- Königsbrunn im Weinviertel (751) samt Brennleiten

Die Gemeinde besteht aus den Katastralgemeinden Enzersfeld und Königsbrunn.

### Nachbargemeinden
| Harmannsdorf |                                             | Großebersdorf |
| Stetten      | Kompassrose, die auf Nachbargemeinden zeigt |               |
|              | Hagenbrunn                                  |               |

## Geschichte
Laut Adressbuch von Österreich waren im Jahr 1938 in der Ortsgemeinde Enzersfeld ein Bäcker, zwei Taxiunternehmer, ein Weinagent, drei Fleischer, ein Friseur, zwei Gastwirte, vier Gemischtwarenhändler, zwei Glaser, eine Hebamme, ein Landesproduktehändler, ein Maler, ein Marktfahrer, ein Maurermeister, eine Milchgenossenschaft, ein Müller, ein Sattler, zwei Schmiede, drei Schneider und eine Schneiderin, drei Schuster, ein Spengler, eine Strickerei, ein Trafikant, zwei Tischler, zwei Wagner und zahllose Landwirte ansässig.
Die selbständigen Gemeinden Enzersfeld und Königsbrunn schlossen sich am 1. Jänner 1970 zur Großgemeinde Enzersfeld zusammen.
Seit 2006 ist Enzersfeld Mitglied des Regionalentwicklungsvereins 10 vor Wien.
Mit Beschluss des Gemeinderats vom Jänner 2009 erfolgte die Umbenennung der Gemeinde auf Enzersfeld im Weinviertel.

### Bevölkerungsentwicklung
| Enzersfeld im Weinviertel: Einwohnerzahlen von 1869 bis 2025 | Enzersfeld im Weinviertel: Einwohnerzahlen von 1869 bis 2025 | Enzersfeld im Weinviertel: Einwohnerzahlen von 1869 bis 2025 | Enzersfeld im Weinviertel: Einwohnerzahlen von 1869 bis 2025 | Enzersfeld im Weinviertel: Einwohnerzahlen von 1869 bis 2025 |
| ------------------------------------------------------------ | ------------------------------------------------------------ | ------------------------------------------------------------ | ------------------------------------------------------------ | ------------------------------------------------------------ |
| Jahr                                                         |                                                              |                                                              |                                                              | Einwohner                                                    |
| 1869                                                         | 1869                                                         |                                                              | 908                                                          | 908                                                          |
| 1880                                                         | 1880                                                         |                                                              | 973                                                          | 973                                                          |
| 1890                                                         | 1890                                                         |                                                              | 1.006                                                        | 1.006                                                        |
| 1900                                                         | 1900                                                         |                                                              | 973                                                          | 973                                                          |
| 1910                                                         | 1910                                                         |                                                              | 1.044                                                        | 1.044                                                        |
| 1923                                                         | 1923                                                         |                                                              | 1.060                                                        | 1.060                                                        |
| 1934                                                         | 1934                                                         |                                                              | 1.086                                                        | 1.086                                                        |
| 1939                                                         | 1939                                                         |                                                              | 1.065                                                        | 1.065                                                        |
| 1951                                                         | 1951                                                         |                                                              | 1.009                                                        | 1.009                                                        |
| 1961                                                         | 1961                                                         |                                                              | 986                                                          | 986                                                          |
| 1971                                                         | 1971                                                         |                                                              | 1.101                                                        | 1.101                                                        |
| 1981                                                         | 1981                                                         |                                                              | 1.110                                                        | 1.110                                                        |
| 1991                                                         | 1991                                                         |                                                              | 1.318                                                        | 1.318                                                        |
| 2001                                                         | 2001                                                         |                                                              | 1.434                                                        | 1.434                                                        |
| 2011                                                         | 2011                                                         |                                                              | 1.621                                                        | 1.621                                                        |
| 2021                                                         | 2021                                                         |                                                              | 1.794                                                        | 1.794                                                        |
| 2025                                                         | 2025                                                         |                                                              | 1.867                                                        | 1.867                                                        |
| Quelle(n): Statistik Austria, Gebietsstand 1.1.2021          |                                                              |                                                              |                                                              |                                                              |

Das Wiener Umland hat österreichweit die größten Zuwachszahlen an Einwohnern. Dieses Wachstum wird auch in den nächsten Jahrzehnten anhalten. Enzersfeld hatte in den letzten 3 Jahrzehnten eine negative Geburtenbilanz. Die Wanderungsbilanz dagegen betrug +254 Personen von 1981 bis 1991, +121 von 1991 bis 2001 und +189 in den darauffolgenden zehn Jahren.

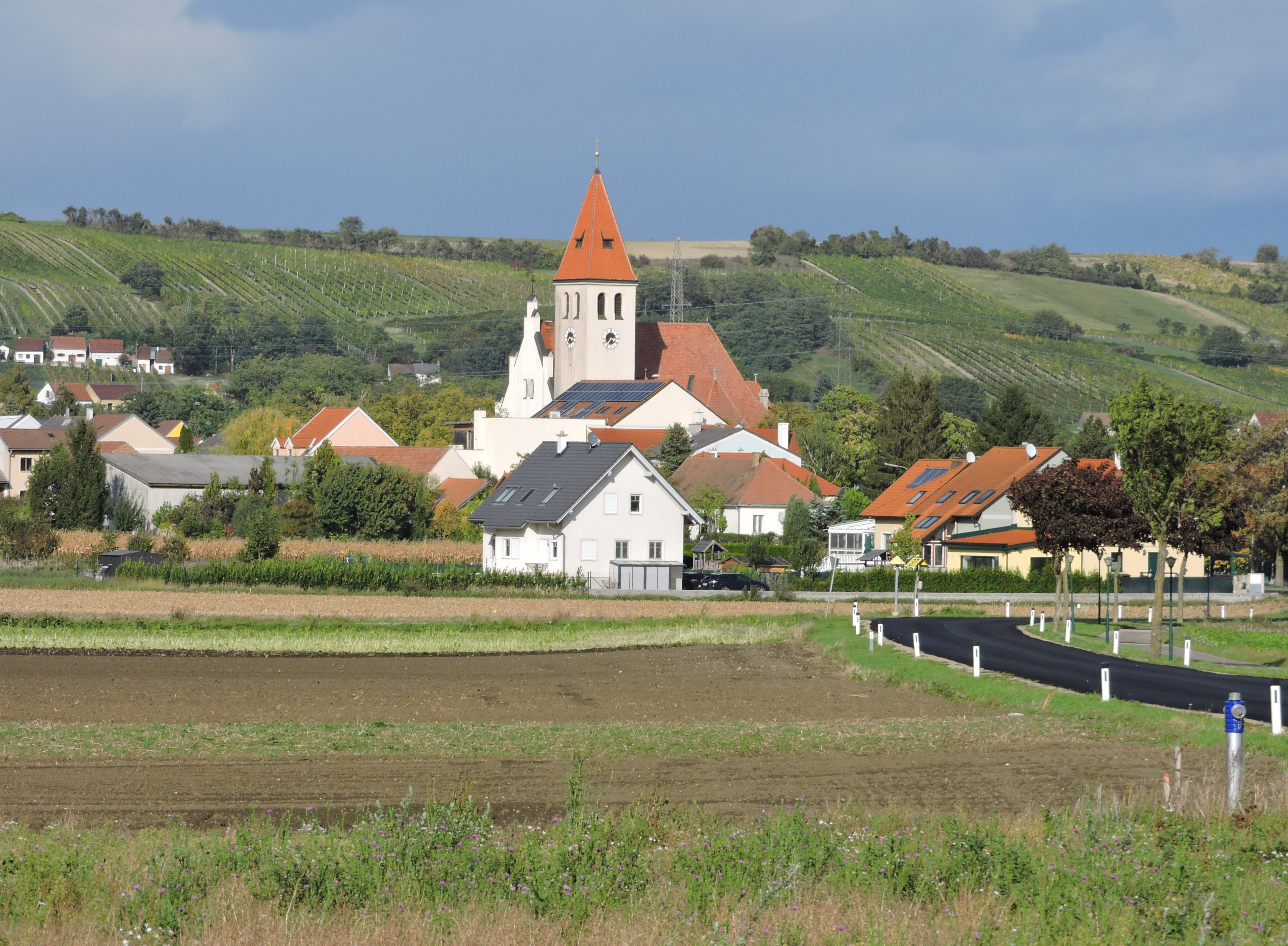
Enzersfeld vom Süden gesehen

## Kultur und Sehenswürdigkeiten

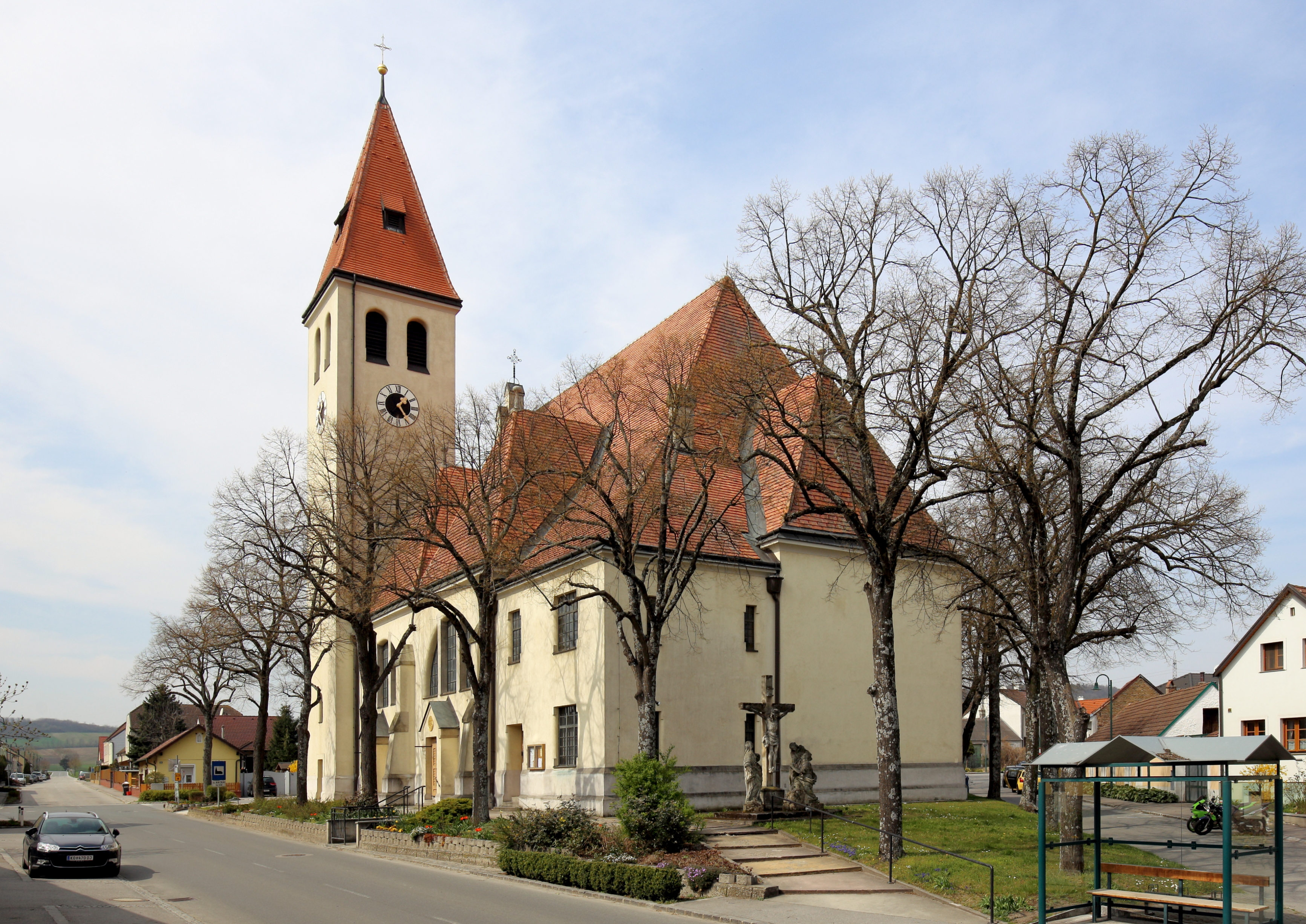
Pfarrkirche Enzersfeld im Weinviertel

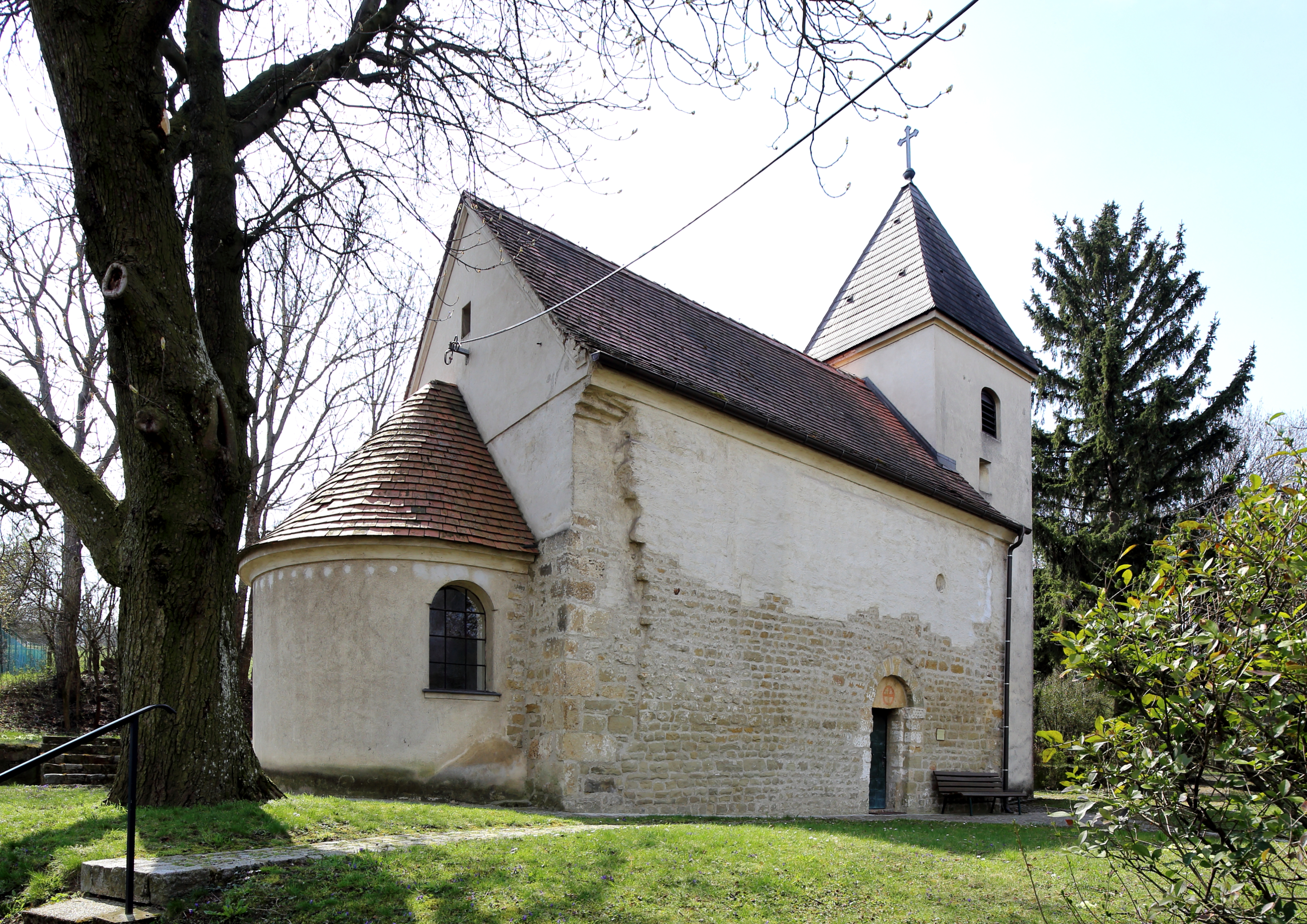
Filialkirche Königsbrunn

- Katholische Pfarrkirche Enzersfeld im Weinviertel Mariä Geburt: 1908–1909 errichtet; Architekt und Baumeister war Josef Schmalzhofer, Innengestaltung von Richard Jordan. 2016 komplett renoviert. Vor 1908 existierte eine barocke Kapelle. Von ihr, also dem Vorgängerbau, ist beispielsweise noch das Taufbecken erhalten. In der Kirche wird unter anderem Johann Baptist Stögers gedacht.
  - Die Orgel stammt aus der 1. Hälfte des 20. Jahrhunderts. Sie hat ein Manual. Organisten (Stand März 2024) sind Romana Schmid, die auch Chorleiterin ist, Anna Bolyos und fallweise Georg Schilling.
- Vor der Kirche befindet sich eine steinerne Kalvarienberg-Szene. Bei den Kalvarienberg-Skulpturen werden auch ein paar Schotten-Patres erwähnt.
- Am Ortsrand von Enzersfeld befindet sich ein gepflegter Friedhof (). Der älteste Grabstein dort stammt aus dem 19. Jahrhundert.

## Wirtschaft und Infrastruktur
Nichtlandwirtschaftliche Arbeitsstätten gab es im Jahr 2001 52, land- und forstwirtschaftliche Betriebe nach der Erhebung 1999 64. Die Zahl der Erwerbstätigen am Wohnort betrug nach der Volkszählung 2001 670. Die Erwerbsquote lag 2001 bei 48,25 %.

### Bildung
In Enzersfeld befindet sich ein Kindergarten und eine Volksschule. Einen weiteren Kindergarten gibt es in Königsbrunn.

### Tourismus
Durch den Ortsteil Königsbrunn verlaufen der Weinviertelweg, der Ostösterreichische Grenzlandweg sowie der Europäische Fernwanderweg E8.

## Politik

### Gemeinderat
Der Gemeinderat hat 19 Mitglieder.
- Mit den Gemeinderatswahlen in Niederösterreich 1990 hatte der Gemeinderat folgende Verteilung: 11 ÖVP, 5 SPÖ und 3 FPÖ.
- Mit den Gemeinderatswahlen in Niederösterreich 1995 hatte der Gemeinderat folgende Verteilung: 13 ÖVP, 4 SPÖ und 2 FPÖ.[10]
- Mit den Gemeinderatswahlen in Niederösterreich 2000 hatte der Gemeinderat folgende Verteilung: 12 ÖVP, 6 SPÖ und 1 FPÖ.[11]
- Mit den Gemeinderatswahlen in Niederösterreich 2005 hatte der Gemeinderat folgende Verteilung: 10 ÖVP, 7 SPÖ und 2 BLEK–Bürgerliste Enzersfeld-Königsbrunn.[12]
- Mit den Gemeinderatswahlen in Niederösterreich 2010 hatte der Gemeinderat folgende Verteilung: 11 ÖVP, 7 SPÖ und 1 FPÖ.[13]
- Mit den Gemeinderatswahlen in Niederösterreich 2015 hatte der Gemeinderat folgende Verteilung: 12 ÖVP, 6 SPÖ und 1 FPÖ.[14]
- Mit den Gemeinderatswahlen in Niederösterreich 2020 hatte der Gemeinderat folgende Verteilung: 12 ÖVP und 7 SPÖ.[15]
- Mit den Gemeinderatswahlen in Niederösterreich 2025 hat der Gemeinderat folgende Verteilung: 9 ÖVP, 8 SPÖ und 2 FPÖ.[16]

### Bürgermeister
- 2004–2018 Josef Schiel (ÖVP)[17]
- 2018–2025 Gerald Glaser (ÖVP)[18]
- seit 2025 Friedrich Vinzens (ÖVP)[19]

## Persönlichkeiten
- Johann Baptist Stöger (1810–1883), Laienbruder der Redemptoristen-Kongregation

### Ehrenbürger
- 2020: Karl Fritsch, langjähriger Vizebürgermeister und Gemeinderat von Enzersfeld im Weinviertel[20]
- 2020: Hermann Haller (* 1962), langjähriger Gemeinderat von Enzersfeld im Weinviertel[21]